# Callcosma gracilima
Callcosma gracilima is een hooiwagen uit de familie Cranaidae. De wetenschappelijke naam van Callcosma gracilima gaat terug op Roewer.